# Isabel Cristina de Brunsvique-Volfembutel (1746–1840)
Isabel Cristina Ulrica de Brunsvique-Volfembutel (Volfembutel, 8 de novembro de 1746 - Estetino, 18 de fevereiro de 1840), foi a primeira esposa do futuro rei Frederico Guilherme II da Prússia.

## Família
Isabel Cristina era a sétima criança e terceira filha do duque Carlos I, Duque de Brunsvique-Volfembutel e da princesa Filipina Carlota da Prússia. Os seus avós paternos eram Fernando Alberto II, Duque de Brunsvique-Volfembutel e a duquesa Antonieta Amália de Brunsvique-Volfembutel. Os seus avós maternos eram o rei Frederico Guilherme I da Prússia e a princesa Sofia Doroteia de Hanôver.

## Princesa herdeira da Prússia
Isabel foi escolhida pelo seu tio, o rei Frederico II da Prússia, que não tinha filhos, para se casar com o herdeiro ao trono. A cerimónia aconteceu no dia 14 de julho de 1765 no castelo Salzdahlum, a propriedade de verão da família.
Não demorou muito para que o casal se começasse a dar mal. O rei Frederico tinha esperança de que o casamento produzisse herdeiros, mas em vez disso tornou-se claro que Frederico Guilherme não prestava atenção à sua esposa e era-lhe infiel. Quando o primeiro filho nascido da união foi uma menina, a relação começou a deteriorar-se. Magoada com a falta de atenção e infidelidade do marido, Isabel também começou a ter casos amorosos com músicos e oficiais em Potsdam que levaram a um grande escândalo em 1769 quando a princesa-herdeira ficou grávida de um deles. Isabel tinha planos para fugir com o seu amante, mas foi traída e o seu casamento acabou por ser dissolvido poucos dias depois. Os seus irmãos obrigaram-na a regressar a Brunswick e, apesar de tudo, pôde manter o seu título. O rei Frederico obrigou o seu sobrinho a casar-se poucos meses depois, desta vez com a princesa Frederica Luísa de Hesse-Darmstadt.
Entretanto, Isabel ficou em prisão domiciliária no castelo de Stettin, vigiada por um parente e demorou muito tempo até que o rei Frederico melhorasse as suas condições de vida. A partir de 1774, a sua propriedade de verão passou a ser num mosteiro medieval em Jasenitz, actualmente um distrito na Pomerânia. Após a morte de Frederico II em 1786, a duquesa passou a ser tratada com mais condescendência. Quando o exército francês invadiu a sua cidade em 1810, Isabel mudou-se para uma pequena casa no campo, fora das muralhas da cidade, que se chamava Friedrichsgnade (Misericórdia de Frederico).
Isabel Cristina morreu aos noventa e três anos, tendo vivido mais do que todos os seus irmãos e irmãs. No seu testamento pediu que se construísse um mausoléu só para ela por não querer ser enterrada junto dos seus parentes.